# Monti Daxue
I monti Daxue (cinese: 大雪山山脉; pinyin: Daxue Shan; romanizzazione Wade-Giles: Ta-hsüeh Shan; letteralmente: «grandi montagne innevate»), noti anche come Alpi del Sichuan o monti Sino-Tibetani, sono una grande catena montuosa situata nella parte occidentale della provincia del Sichuan (Cina sud-occidentale). 
Estremamente alti e molto impervi, questi monti si formarono attorno al fianco orientale dell'antico blocco stabile dell'altopiano del Tibet; la loro formazione avvenne nel corso di successivi corrugamenti che ebbero luogo durante la fase finale del processo orogenetico del Giurassico (circa 200-145 milioni di anni fa), nonché durante il Cretaceo (145-65 milioni di anni fa) e durante l'orogenesi himalayana che avrebbe avuto luogo successivamente. 
Un po' in tutta la regione montuosa, rocce metamorfiche, scisti, quarziti e calcari metamorfici sono le formazioni rocciose predominanti, alle quali si aggiungono vaste intrusioni di graniti. La catena costituisce una parte della vasta cintura di corrugamenti che prosegue verso sud nell'Asia sud-orientale. L'area subì ulteriori sollevamenti durante il Quaternario (vale a dire durante gli ultimi 2,6 milioni di anni).
I monti Daxue non sono costituiti da un'unica catena, ma da una serie di catene disposte con andamento nord-sud bagnate da una serie di affluenti dello Yangtze (Chang Jiang) che scorrono da nord a sud. I più importanti tra questi fiumi sono lo Yalong a ovest dei monti e il Dadu a est. Questi monti hanno un'altitudine paragonabile quasi a quella dell'Himalaya, con molte vette che oltrepassano i 6100 m. 
La vetta più alta di tutte, il monte Gongga (Minya Konka), raggiunge i 7556 m. Gran parte delle zone più elevate sono ricoperte di neve, e il monte Gongga presenta un complesso di ghiacciai. 
Il piano nivale è situato tra i 4600 e i 5500 m. I monti sono ancora coperti da vaste foreste sul versante orientale, dove crescono foreste miste di faggi, tsughe, pioppi e pioppi tremuli al di sotto dei 2500 m circa. Da qui fino a circa 4000 m si sviluppano foreste di abeti e pecci. Nel settore settentrionale, più arido, sono comuni praterie o foreste miste di pini e querce. Al di sopra dei 4000 m, gli alberi lasciano il posto a pascoli alpini e praterie. La vegetazione e il regime climatico, tuttavia, variano moltissimo, pur trattandosi di un'area relativamente piccola, a causa dell'influenza dell'altitudine e del terreno. 
Nella regione vi sono poche chiazze sparse di terra coltivata, la maggior parte delle quali situate nelle aree alluvionali delle più larghe vallate fluviali. Frumento e granturco (mais) possono crescere fino a circa 2800 m; al di sopra di questa quota piante più resistenti quali avena, orzo, patate e fagioli costituiscono i raccolti principali.
L'area a ovest dei monti è abitata prevalentemente da Tibetani; a est vivono sia Tibetani che Cinesi (Han). Talvolta si crea una certa confusione riguardo ai nomi dati alle varie catene della regione. Di solito i monti che corrono lungo il confine del Sichuan tra i fiumi Dadu e Yalong vengono chiamati monti Daxue, mentre quelli situati al di là di essi, tra i fiumi Yalong e Jinsha, sono noti come monti Shaluli. La parte meridionale di questa catena, tuttavia, che raggiunge altitudini ben al di sopra dei 6100 m e perennemente coperta di neve, è nota anche come monti Mula.